# Changan Deepal S09

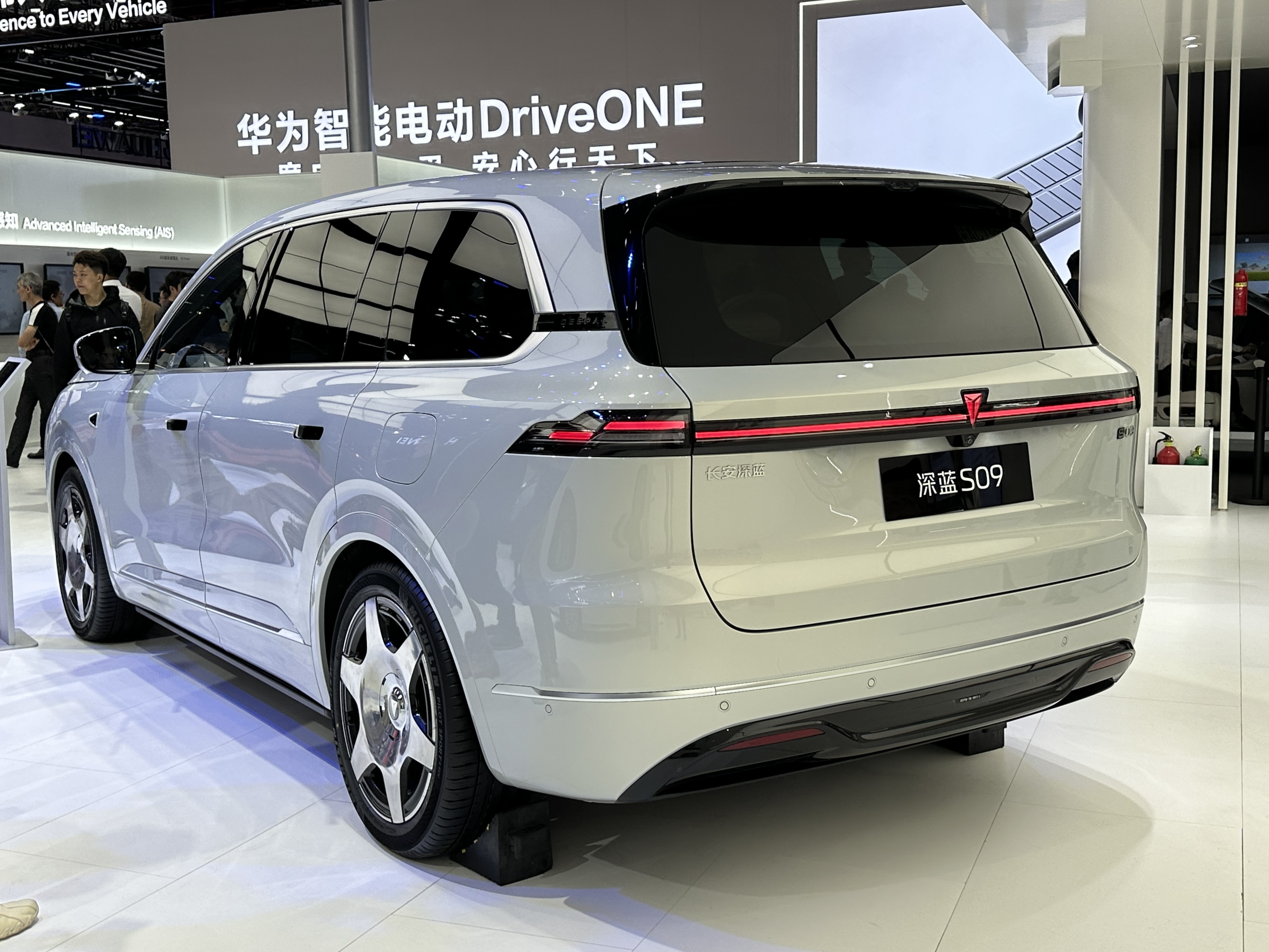
Heckansicht

Der Changan Deepal S09 ist ein Sport Utility Vehicle der zu Changan gehörenden Submarke Deepal.

## Geschichte
Erste Bilder des Fahrzeugs wurden im Dezember 2024 vom chinesischen Ministerium für Industrie und Informationstechnik im Rahmen des Homologationsprozesses veröffentlicht. Die offizielle Vorstellung erfolgte im Februar 2025. Mit der Ausstellung auf der Shanghai Auto Show im April 2025 begann der Verkauf auf dem chinesischen Heimatmarkt.
Als Konkurrenzmodelle werden unter anderem der Aito M9 und der Li Xiang L9 genannt.

## Technik
Der Deepal S09 ist 5,21 Meter lang, 2,00 Meter breit und 1,80 Meter hoch. Er bietet sechs Sitzplätze in drei Sitzreihen. Die Länge des Innenraums wird mit 3,70 Meter angegeben. Die vorderen Räder hängen an einer Doppelquerlenkerachse, die hinteren an einer Mehrlenkerachse.
Den Wagen gibt es mit Hinterrad- oder Allradantrieb. Beide Ausführungen haben einen aufgeladenen 1,5-Liter-Ottomotor mit einer maximalen Leistung von 110 kW (150 PS). Dieser dient als Reichweitenverlängerer für einen (Hinterradantrieb) oder zwei (Allradantrieb) Elektromotoren. Als Energiespeicher kommt ein Lithium-Eisenphosphat-Akkumulator von CATL mit einem Energieinhalt von 40,18 kWh zum Einsatz. Die Höchstgeschwindigkeit des SUV liegt bei 205 km/h.

## Technische Daten
| Kenngrößen                                        | 2WD                         | 4WD                             |
| ------------------------------------------------- | --------------------------- | ------------------------------- |
| Bauzeitraum                                       | seit 04/2025                | seit 04/2025                    |
| Motorkenndaten                                    |                             |                                 |
| Motortyp                                          | Elektromotor + R4-Ottomotor | 2 Elektromotoren + R4-Ottomotor |
| Hubraum                                           | 1497 cm³                    | 1497 cm³                        |
| max. Leistung Elektromotor (hinten)               | 231 kW (314 PS)             | 231 kW (314 PS)                 |
| max. Leistung Elektromotor (vorne)                | —                           | 131 kW (178 PS)                 |
| max. Leistung Verbrennungsmotor bei min−1         | 110 kW (150 PS) / 5000      | 110 kW (150 PS) / 5000          |
| max. Systemleistung                               | 231 kW (314 PS)             | 362 kW (493 PS)                 |
| max. Drehmoment Elektromotor (hinten)             | 375 Nm                      | 375 Nm                          |
| max. Drehmoment Elektromotor (vorne)              | —                           | 262 Nm                          |
| max. Drehmoment Verbrennungsmotor bei min−1       | 220 Nm / 3200–4200          | 220 Nm / 3200–4200              |
| max. Systemdrehmoment                             | 375 Nm                      | 637 Nm                          |
| Kraftübertragung                                  |                             |                                 |
| Antrieb                                           | Hinterradantrieb            | Allradantrieb                   |
| Getriebe                                          | 1-Stufen-Reduktionsgetriebe | 1-Stufen-Reduktionsgetriebe     |
| Messwerte                                         |                             |                                 |
| Leergewicht                                       | 2510–2590 kg                | 2668 kg                         |
| Höchstgeschwindigkeit                             | 205 km/h                    | 205 km/h                        |
| Beschleunigung, 0–100 km/h                        | 7,9 s                       | 5,9 s                           |
| Kraftstoffverbrauch auf 100 km (kombiniert, WLTP) | 0,8 l Super                 | 0,9 l Super                     |
| Tankinhalt                                        | 50 l                        | 50 l                            |
| Energieinhalt LFP-Akku                            | 40,18 kWh                   | 40,18 kWh                       |
| Elektrische Reichweite nach WLTP                  | 180 km                      | 170 km                          |
| Abgasnorm                                         | China VIb                   | China VIb                       |